# Queens County, Nova Scotia
Queens County är ett county i Kanada. Det ligger i provinsen Nova Scotia, i den sydöstra delen av landet, 900 km öster om huvudstaden Ottawa. Antalet invånare var 10 351 2016. Arean är 2 387 kvadratkilometer.